# ラファエッロ (菓子)
ラファエッロ（イタリア語: Raffaello）は、イタリアのフェレロが1990年に発売したトリュフチョコレート。白いミルククリームと白く加工したアーモンドを丸いウエハースで包み、さらにその外側をココナッツの層で覆っている。ラクトース（乳糖）を使用しているため、乳糖不耐症の患者は避ける必要がある。
ロシアのウラジーミル、カナダのブラントフォード、ベルギーのアルロンにあるフェレロの工場で製造されている。ロシアが最大の販売先である。
2008年、ベルギーのソレマルテック社（フェレログループ）は、ウクライナのランドリン社に法的措置を開始した。ランドリン社は2007年に、ラファエッロに類似したワフェラット (Waferatto) という菓子を発売していた。ソレマルテック社は、ランドリン社がラファエットに関するソレマルテック社の商標権を侵害したと申し立てたが、長期の裁判の末、ウクライナ高等商業裁判所はソレマルテック社の商標権の効力を取り消し、ランドリン社の勝訴となった。
2017年にはドイツのフランクフルトの裁判所がフェレロ社に対して、重量だけでなくラファエッロの個数もパッケージに表示すべきであるとの判決を下した。